# Reginald De Schryver
Reginald De Schryver (Gent, 15 november 1932 - Leuven, 16 november 2012) was een Belgisch historicus en hoogleraar.

## Levensloop
Reginald De Schryver was de zevende van de tien kinderen van minister van Staat August De Schryver (1898-1991) en Maria Scheerders (1903-1990).
Na zijn humaniorastudies aan het Sint-Barbaracollege in Gent (1940-1950), studeerde hij geschiedenis aan de Facultés Universitaires Notre-Dame de la Paix in Namen. In 1952 trad hij toe tot de orde van de jezuïeten, die hij in 1959 verliet. Naast zijn filosofische en religieuze opleiding (in 1959 werd hij baccalaureus in de thomistische wijsbegeerte), studeerde hij verder aan de faculteit geschiedenis van de KU Leuven en werd in 1957 met de grootste onderscheiding licentiaat in de geschiedenis. Zijn eindwerk was gewijd aan Jan van Brouchoven, graaf van Bergeyck, raadsheer en trezorier van financiën in de Spaanse Nederlanden.
Vanaf oktober 1959 ging hij als onderzoeker werken aan het Institut für Europäische Geschichte in Mainz. Het jaar daarop werd hij als aspirant van het Nationaal Fonds voor Wetenschappelijk Onderzoek verbonden aan de Leuvense universiteit. Hij begon aan een onderzoek op lange termijn naar de politieke geschiedenis van het ancien régime. In 1962 promoveerde hij tot doctor in de geschiedenis met zijn proefschrift Jan van Brouchoven, graaf van Bergeyck (1644-1725). Een halve eeuw staatkunde in de Spaanse Nederlanden en in Europa.

## Moderne geschiedenis
In 1961 werd hij assistent van professor Jan A. Van Houtte (1913-2002) en doceerde hij Geschiedenis van België en Encyclopedie van de geschiedenis. Weldra gaf hij ook les aan de nieuwe campus in Kortrijk, waar in 1965 een kandidatuur wijsbegeerte en letteren was ontstaan.
In 1963 werd hij tot werkleider benoemd, in 1965 tot geassocieerd docent, in 1967 tot gewoon docent, in 1969 tot hoogleraar en in 1971 tot gewoon hoogleraar.
Tijdens het eerste decennium van zijn wetenschappelijke activiteiten, spitste zijn onderzoek zich toe op de politieke geschiedenis van het ancien régime. Rond de persoon van de al eerder door hem bestudeerde de Bergeyck, ontwikkelde hij zijn visie op de internationale staatkunde van die tijd. Verder bestudeerde hij (en publiceerde over) de ambtenaren van de Raad van Financiën, over de eerste Staatse Barrière in de Zuidelijke Nederlanden, over de Collaterale Raden, over het mercantilisme in de Spaanse Nederlanden. Weldra erkend als een vernieuwende specialist van deze historische periode, werd hij uitgenodigd er een synthese over te schrijven in de encyclopedische Algemene Geschiedenis der Nederlanden.

## Hedendaagse geschiedenis
Op het einde van de jaren zestig kende de Leuvense universiteit bewogen jaren, die leidden tot de splitsing in een Université catholique de Louvain en een Katholieke Universiteit Leuven. Het Nederlandstalige departement geschiedenis kreeg drie afdelingen, Oudheid en Middeleeuwen, Nieuwe Tijd en Nieuwste Tijd. De Schryver koos voor de Afdeling 'Nieuwste Tijd', die zich boog over de geschiedenis van de negentiende en twintigste eeuw. Van 1971 tot 1976 was hij voorzitter van de Afdeling.
Zijn onderzoeksterrein werd nu onder meer de geschiedenis van de Vlaamse Beweging. Zo organiseerde hij een eerste congres over de Vlaamse Beweging tijdens de Eerste Wereldoorlog. Nadien zouden congressen handelen over de Belgische Revolutie en over de Grootnederlandse gedachte. In parallel met zijn collega Lode Wils, die zijn onderzoek vooral richtte op de activisten binnen de Vlaamse Beweging, interesseerde De Schryver zich voornamelijk aan diegenen die de Vlaamse zaak loyaal binnen de Belgische context wilden doen evolueren. Dit bracht hem onder meer tot het bestuderen van het prototype van deze Vlamingen, August Van Cauwelaert. Hij bezorgde publicaties van geschriften van de staatsman en publiceerde artikels over hem. Hij schreef ook over koning Albert in zijn verhouding tot de Vlaamse Beweging en over Alfons Van de Perre.
In de eerste helft van de jaren zeventig vormde hij met Gaston Durnez, Ludo Simons en Jozef Deleu de redactie die de Encyclopedie van de Vlaamse Beweging tot stand bracht. De encyclopedie verscheen in 1973 en 1975. Hij schreef zelf een zestigtal lemma's.
Tegelijk verdiepte De Schryver zich ook in de geschiedenis van de Belgische natievorming. Hij publiceerde overzichten van de staatkundige en etnische evolutie in het land dat in 1980 zijn honderdvijftigste verjaardag vierde en tevens een reeks studies om en rond de Belgische revolutie van 1830-1831.
Begin jaren negentig werd werk gemaakt van een nieuwe, meer uitgebreide en historisch accuratere uitgave van de Encyclopedie van de Vlaamse Beweging. Reginald De Schryver zat het redactiecomité voor, dat bestond uit Bruno De Wever, Gaston Durnez, Lieve Gevers, Pieter Van Hees en Machteld de Metsenaere. Het werk verscheen in 1998 onder de naam Nieuwe Encyclopedie van de Vlaamse Beweging.

## De historiografie
Vanaf 1980 verlegde hij opnieuw zijn onderzoeksterrein en interesseerde hij zich voornamelijk voor de historiografie, 'de geschiedenis van de geschiedschrijving'. Hij stichtte mee de contactgroep 'Geschiedenis van de historiografie' van het Nationaal Fonds voor Wetenschappelijk Onderzoek en was er van 1985 tot 1991 de voorzitter van.
Dit betekende uiteraard onderzoek naar de theorie en de filosofie van de geschiedenisstudie. Zijn belangstelling ging uit naar concrete vormen van geschiedschrijving en, nog breder, van de historische cultuur. Over dit brede onderwerp gingen voortaan veel van zijn publicaties. De verschillende vormen van 'Belgische geschiedenis', alsook van 'Belgische geschiedenis versus Vlaamse geschiedenis' werden door hem onderzocht. Hij was gefascineerd door het gebruik dat van de geschiedschrijving werd gemaakt in de politieke machts- en partijstrijd. De synthese van zijn onderzoek kreeg een bekroning in 1990 met zijn boek over Vijfentwintig eeuwen geschiedschrijving.
In die periode schreef hij ook, samen met professor Roger Dillemans een lijvig naslagwerk voor het grote publiek, onder de titel Wegwijs Cultuur.

## Privé
Reginald De Schryver was in 1967 getrouwd met Lynn De Witte (1945-1985). Ze kregen twee zonen.

## Publicaties
De volledige bibliografie van de publicaties van Reginald De Schrijver (tot 1998) verscheen in:
- Jo TOLLEBEEK, Georgi VERBEECK en Tom VERSCHAFFEL, De lectuur van het verleden. Opstellen over de geschiedenis van de geschiedschrijving aangeboden aan Reginald De Schryver, Leuven, 1998.

Onder zijn talrijke publicaties zijn voornamelijk te vermelden:
- Jan van Brouchoven, graaf van Bergeyck. Een halve eeuw staatkunde in de Spaanse Nederlanden en in Europa, Koninklijke Vlaamse Academie voor Wetenschappen, Letteren en Schone Kunsten van België, Brussel, 1965.
- (samen met Roger DILLEMANS), Wegwijs Cultuur, Leuven, 1986; tweede herziene uitgave 1992.
- Historiografie. Vijfentwintig eeuwen geschiedschrijving van West-Europa, Leuven, 1990; 2de herziene uitgave 1994; derde uitgave 1997.
- Max II Emmanuel von Bayern und das spanische Erbe. Die europäischen Ambitionen des Hauses Wittelsbach (1665-1715), Mainz, 1996.